# James Hill (filmproducent)

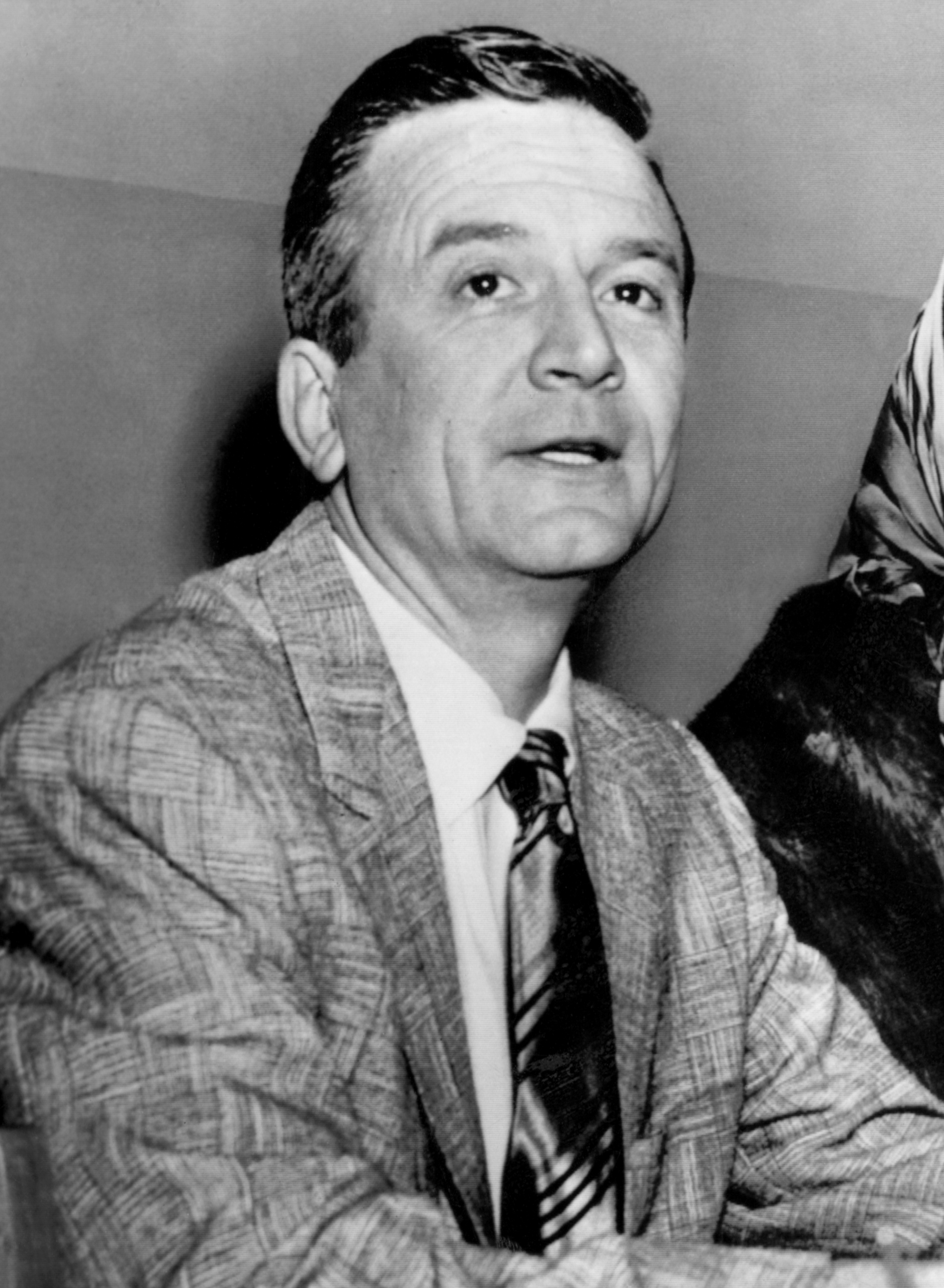
James Hill

James Hill (Jeffersonville (Indiana), 1 augustus 1916 - Santa Monica (Californië), 11 januari 2001) was een Amerikaanse filmproducent.
Hij vormde samen met Harold Hecht en Burt Lancaster het productiehuis "Hecht-Hill-Lancaster". James was de vijfde echtgenoot van de actrice Rita Hayworth, met wie hij gehuwd was van 1958 tot 1961. Hij overleed in 2001 aan de ziekte van Alzheimer.